# Bergicourt
Bergicourt – miejscowość i gmina we Francji, w regionie Hauts-de-France, w departamencie Somma.
Według danych na rok 2011 gminę zamieszkiwało 159 osób, a gęstość zaludnienia wynosiła 23 osoby/km² (wśród 2293 gmin Pikardii Bergicourt plasuje się na 862. miejscu pod względem liczby ludności, natomiast pod względem powierzchni na miejscu 710.).